# Улица Багратиона (Калининград)
У́лица Багратио́на — улица в Московском районе Калининграда. Названа в честь Петра Ивановича Багратиона. На улице находится одна из достопримечательностей города — Бранденбургские ворота. Длина около 1400 м.
До Второй Мировой войны — Альтер Гартен (нем. Alter Garten, на участке от Бранденбургских ворот до пересечения с нынешним Ленинским проспектом) и Унтерхаберберг (нем. Unterhaberberg, на участке от пересечения с нынешним Ленинским проспектом до слияния с нынешней улицей Дзержинского) в историческом районе Кёнигсберга — Хаберберге.
236039 — почтовый индекс улицы.
На западе, после пересечения с Железнодорожной улицей, переходит в улицу Суворова; на востоке, после пересечения с Октябрьской улицей переходит в улицу Дзержинского. Пересекает улицу Серпуховскую и Ленинский проспект. Примыкают улицы Ореховая, Омская, Младшего Лейтенанта Ротко, Красноармейская, Большая Песочная, Краснооктябрьская, Новый Вал и переулок Богдана Хмельницкого.
- Перекрёсток улицы Багратиона и Ленинского проспекта